# Fall Guys
『Fall Guys』（フォールガイズ、旧名: Fall Guys: Ultimate Knockout）は、2020年8月4日に発売されたバトルロイヤルゲーム。当初はPlayStation 4およびMicrosoft Windowsにて、有料タイトルとして発売された。
2022年6月21日には基本プレイ無料化され、PlayStation 5、Xbox Series X/S、Xbox One、Nintendo Switchでの配信が開始された。PC版は配信プラットフォームをEpic Games Storeに移行し、Steamでの販売は終了した。なお、すでにSteam版を所有しているプレイヤーは引き続きプレイ可能で、アップデートも継続される。

## ゲーム内容
最大32人によるオンライン対戦のアクションゲーム。
1ゲームは複数のラウンドで構成され（ショー及び残り人数により異なる）、ラウンド毎に一定割合の人数が脱落し、ファイナルラウンドで勝利したプレイヤーが優勝となる。1ゲーム終了後、成績に応じた「名声（経験値）」が獲得でき、優勝した場合はクラウンまたはクラウンの欠片（ショーにより異なる）も獲得できる。クラウンの欠片は60個集めるとクラウン1個になる。
名声やクラウンを一定数集めると、フォールガイの見た目を変えられるスキンや称号などのアイテムを獲得できる。またゲーム内通貨である「Kudos（無料）」、「SHOW-BUCKS（有料）」を利用してアイテムと交換することも可能。
「プレイヤーが操るfall Guyとは？」という質問に対し開発側は、「彼らはBlunderdomeという世界でショーにひたすら参加するという運命で、彼らの人生の唯一の目的は勝ち残って「クラウン」を手に入れることだけです。それ以上は謎に包まれています…」と回答しているほか、コラボしたことのある『スーパーボンバーマン R オンライン』でも同様の紹介がされている。

## シーズン
本ゲームは一定期間ごとにシーズンが区切られており、移行のタイミングで新しいステージや機能が追加されている。またシーズン毎にBGMが新規に追加制作されており、「シーズン2 SATELLITE SCRAMBLE」(SS2)までのサウンドトラックはiTunes StoreやApple Music、Spotifyなどで配信されている。
基本プレイ無料化のタイミングでシーズン番号が一度リセットされており、ここでは無料化前を旧シーズン、無料化後を新シーズンと呼称する。
2023年8月16日（新シーズン4）をもってシーズン制は廃止となったが、以降も廃止前と同様、一定期間ごとにステージや機能の追加などのアップデートが提供されている。

### 旧シーズン
| シーズン番号 | シーズン／アップデート名    | テーマ                    | 開始／配信日   | 終了日         | 追加されたゲーム数 | 備考 |
| ------------ | --------------------------- | ------------------------- | -------------- | -------------- | ------------------ | --- |
| シーズン1    | ULIMATE KNOCKOUT            | なし                      | 2020年8月4日   | 2020年10月8日  | 25                 | |
| シーズン1.5  | BIG YEETUS AND ANTI-CHEATUS | なし                      | 2020年9月15日  | 2020年10月8日  | 0                  | 一部のステージのレイアウトやオブジェクトの配置が変化するようになった。また、PC版は日本語表記に対応した。 |
| シーズン2    | MEDIEVAL KNOCKOUT           | 中世                      | 2020年10月8日  | 2020年12月15日 | 4                  | 城などがテーマになったステージが追加された。 |
| シーズン2.5  | FAN BIG YEET LITTLE         | 中世                      | 2020年11月10日 | 2020年12月15日 | 1                  | 新ステージ「大ファン（BIG FANS）」が登場した他、既存のステージにも追加の仕掛けやレイアウトのパターンが増加した。またゲーム内で言語設定、ゲームサーバーの接続先の選択が出来るようになったほか、PC版のみプレイヤー名がランダムに命名されるシステムが追加された。                                                                                           |
| シーズン3    | WINTER KNOCKOUT             | ウィンタースポーツ        | 2020年12月15日 | 2021年3月22日  | 7                  | 新たなシステムとして「クラウンランク」が導入され、獲得したクラウンの累計に応じて特別な報酬が得られるようになった。 |
| シーズン3.5  | SWTYNIAEJDITWYPIBY          | ウィンタースポーツ        | 2021年2月2日   | 2021年3月22日  | 1                  | 新ステージ「雪玉サバイバル（SNOWBALL SURVIVAL）」の導入や新たなDLCの発売の他、既存のステージにシーズン3から登場したファンやホッパーなどの仕掛けが設置されたバリエーションが追加された。 |
| シーズン4    | FALL GUYS 4041              | 未来（4041年のFALL GUYS） | 2021年3月22日  | 2021年7月20日  | 7                  | 新たな要素として「デイリーミッション」「スクワッドモード」「クラウンの欠片」が導入された。クラウンの欠片60個でクラウン1つと交換が出来る。 |
| シーズン4.5  |                             | 未来（4041年のFALL GUYS） | 2021年5月13日  | 2021年7月20日  | 2                  | 新ステージ「スライムスクレイパー(SLIME SCRAPER)」「ボタンバッシャーズ(BUTTON BASHERS)」の導入やPS4とPCでのクロスプレイ、カスタムマッチの他、既存の12ステージに55のバリエーションが追加された。その他、右上にゴールしたプレイヤー（サバイバル、ファイナルは脱落者・シッポとり系ではシッポを取った人・取られた人が表示される。）が表示されるようになった。 |
| シーズン5    | JUNGLE ADVENTURE            | ジャングルアドベンチャー  | 2021年7月20日  | 2021年11月30日 | 6                  | 2人もしくは3人1組で競い合う「スクワッド・デュオ」「スクワッド・トリオ」が期間限定で追加された。また、ゲーム終了時の画面表示が変更されている。 |
| シーズン5.1  |                             | ジャングルアドベンチャー  | 2021年8月31日  | 2021年11月30日 | 1                  | 新ステージ「カウントフルーツ（SUM FRUIT）」の導入と既存のステージに複数のバリエーションが追加された。 |
| シーズン5.2  |                             | ジャングルアドベンチャー  | 2021年10月5日  | 2021年11月30日 | 0                  | ゲームやバリエーションの追加は無いがメニュー画面のUIが大幅に変更された。 |
| シーズン6    | PARTY SPECTACULAR           | パーティー・サーカス      | 2021年11月30日 | 2022年6月21日  | 5                  | 新機能としてクロスプラットフォーム進行が導入され、Epic Gamesのアカウントと連携することでSteam版とPS4版でのプレイ状況や所持スキン、DLCを統合できるようになった。これによりEpic Gamesアカウントとの連携が必須となっている。 |
| シーズン6.1  |                             | パーティー・サーカス      | 2022年2月22日  | 2022年6月21日  | 0                  | クロスパーティ機能が実装され、異なるプラットフォーム間でもパーティが組めるようになった。 |
| シーズン6.2  |                             | パーティー・サーカス      | 2022年3月4日   | 2022年6月21日  | 1                  | 新種目「かくれんビーンズ（INVISIBEANS）」および新ステージ「キャンディードロボー（SWEET THIEVES）」が導入された。 |
| シーズン6.3  |                             | パーティー・サーカス      | 2022年3月31日  | 2022年6月21日  | 0                  | 「フープ・ループ・レジェンド（HOOPSIE LEGENDS）」「スキーフォール（SKI FALL）」「バブルトラブル（BUBBLE TROUBLE）」がスクワッドモードにも登場するようになった。 |

### 新シーズン
| シーズン番号 | シーズン／アップデート名                         | テーマ       | 開始／配信日   | 終了日         | 追加されたゲーム数 | 備考 |
| ------------ | ------------------------------------------------ | ------------ | -------------- | -------------- | ------------------ | --- |
| シーズン1    | FREE FOR ALL                                     | スタジアム   | 2022年6月21日  | 2022年9月15日  | 7＋1               | 本シーズンより基本プレイ無料となり、新たにPlayStation 5版、Nintendo Switch版、Xbox One版、Xbox Series X/S版がリリースされた。またPC版についてはSteamからEpic Gamesストアでの提供に移行された(既存プレイヤー向けのアップデートについては引き続きSteamでも提供)。 新たな新要素として「シーズンパス」、課金通貨の「show-Bucks」が導入され、既存プレイヤーには今シーズンのシーズンパスを含む「レガシーパック」が提供された(日本国内でPS4版を購入していた場合のみ、100円で購入する必要がある)。                               |
| シーズン2    | SATELLITE SCRAMBLE （衛星スクランブル）          | 宇宙         | 2022年9月15日  | 2022年11月22日 | 8                  | 本シーズンより、ソロ・デュオ・スクワッドにおいて選出されるステージが制限されるようになった。また、今シーズン限定のギミックが複数ステージに登場したり、（反重力ゾーン・一時的に消えるタイル・間欠泉）一部ステージでイベント期間限定でワームホールが設置された「ワープした（WARPED）…」ラウンドが登場した。さらに、今シーズン後半から、ファイナルラウンドのラウンド待機画面が大幅に変更（背景が王冠柄・ステージ名横に👑表記・FINAL ROUND部分が黄色化）され、区別がつくようになった。                                       |
| シーズン3    | SUNKEN SECRETS （海底の秘密）                    | 海           | 2022年11月22日 | 2023年5月10日  | 5                  | 新たにタイムアタックモードが登場した。また本シーズンより、サブショーにおいても選出されるステージが制限されるようになった(選出されるステージはシーズンごとに変更される予定)。また、2月下旬には一部常設ショー（ソロ）の最大人数が60人から40人に変更された。 |
| シーズン4    | CREATIVE CONSTRUCTION （クリエイティブの創造）   | デジタル     | 2023年5月10日  | 2023年8月16日  | 50                 | 本シーズンより、FREE FOR ALL発表時に情報が出ていた「クリエイティブモード」が解禁された。（一部環境下では利用不可）。また、Fall Guys Teamもこの機構を利用し今後のステージを作成するため、開発者と同様のものをプレイヤーが扱うこととなる。新ギミックとなる「びゅーんブラスター」が登場。全ショーにおいて参加者が40人に縮小。また、様々な微調整や修正が入った。主な内容として、PC・PS4等で使えた「回転加速」に修正を入れ、プラットフォーム間での公平を維持した。Nintendo Switchで発生していたフリーズなども修正されている。 |
| シーズン５   | STUMBLING SCRAP YARD（つまずきスクラップ置き場） | 廃棄物置き場 | 2024年9月3日   | ？             | 9                  | クリエイティブに「ポイント」（ハンティング）が追加。運営がクリエイティブで作ったステージが登場。そしてノックアウトにも登場。 |

## ゲームの種類
コース（2024年5月7日まではレース名義）・サバイバル・ポイント（2024年9月3日まではハンティング名義）・ロジック・チーム・かくれんビーンズ・ファイナルの7種に分けられている。それぞれ複数のステージが存在し、ギミックや障害物などの内容が異なる。

### コース
規定人数が勝ち抜ける障害物競走。基本的にステージから落下しても最後に通過したチェックポイントから復帰が出来るが、一部のステージ・ショーでは落下したら即脱落となる。デュオ・スクワッドの場合は、ゴール順位に応じてポイントが入り（ゴールできなかったプレイヤーは0点）、合計ポイントで争う。

### サバイバル
規定時間が終了するか、規定の人数が脱落するまでステージから落下しないようにする。ステージ下のスライムまたは水に落下した時点で脱落。デュオ・スクワッドの場合は、生き残っている人数に応じて一定時間ごとにポイントが入り、合計ポイントで争う。

### ポイント
規定人数以内に指定されたポイントを獲得するか、規定時間終了時に勝利条件を満たしたプレイヤーが勝ち抜けとなる。デュオ・スクワッドの場合は、人数に応じて規定ポイントが増加する。

### ロジック
クイズやパズルを解いていくタイプのステージ。ステージによりサバイバル、ポイントのルールで行われるものに分かれる。

### チーム
参加者が2〜4チームに分かれての対戦。試合に負けたチーム、もしくは最下位のチームのメンバーが脱落。制限時間経過時に最下位が同点の場合は、決着がつくまで延長戦となる（最下位以外のチームも勝ち抜けとはならない）。デュオ、スクワッドおよび一部の期間限定ショーにおいてのみ選出される。残り2スクワッドの段階で選出された場合はファイナル扱いとなる。

### かくれんビーンズ
飴を守るガーディアンと飴を盗むドロボーの不等号チーム戦。ドロボー側は3分以内に飴を規定個数入れることで、ガーディアン側は3分間経過するかドロボー全員を牢屋に閉じ込めることで、それぞれ勝利となる。専用のショーでのみ出現し、1戦勝負となる。

### ファイナル
決勝戦。ステージによりコース、サバイバル、ポイントのルールで行われるものに分かれる。優勝者は基本的に1人だが、コース形式の場合は複数人が同時にクラウンを掴んだ場合、サバイバル形式の場合は5分経過時点で複数人残っている場合、その全員が優勝となる。

## ショー
いわゆるゲームモード。常設のショーである「ノックアウト」「自由探索」「ソロ（個人戦）」、「デュオ（2人1組のチーム戦）」、「スクワッド（4人1組のチーム戦）」と、特定のステージに限定したり通常とは異なるギミックが登場したりする、期間限定のショーが存在する。
「ノックアウト」は内容的には「ソロ」と同じだがプレイヤーが制作したコースが出現する。
「自由探索」はプレイヤー制作のステージのみが出現し、1ステージクリアするごとにクラウンの欠片を獲得できる。またコース・ポイント形式のステージに関しては勝ち抜け人数に制限がない。
この他、プレイヤーが任意で開催し、パスワードを知っている人のみが参加できるカスタムショーも存在する。
2022年6月21日（新シーズン1開始）以降はスキルベースでのマッチングが導入されているほか、2025年4月1日より、「ノックアウト」にランクマッチが導入された（ランクマッチでない「ノックアウト」も残されている）。

## 開発

### 企画
2019年当初はバトルロイヤルゲームが多数発売されており、市場は飽和状態になっていたため、普通のバトロワものの企画は通らないと思われていた。
ジョー・ワルシュは『痛快なりゆき番組 風雲!たけし城』や『SASUKE』のようなテレビのバラエティ番組や『ワイプアウト』などの障害物レースをヒントにゲームを企画した。
パブリッシャーのDevolver Digitalの後押しを受け、開発チームは本作の開発を始めた。

### ゲームデザイン
ミニゲームの中にはバラエティ番組のほかにも、子どものころに親しんだ遊びをもとにしているものもある。リードデザイナーのジョー・ワルシュはBitSummit Gaidenの生放送の中でミニゲームの選定基準の一つとして、直感的にルールが理解しやすいものを挙げている。また、ステージのデザインに当たっては、プレイヤーの技能や運に頼りすぎることなく、それぞれが半分となるよう調整され、リプレイ性も重視された。たとえば、六角形の足場が徐々に消える「止まるなキケン」は『マインクラフト』のミニゲーム「TNT Run」からヒントを得ており、一度もクラウンを獲得できないプレイヤーの救済措置であると同時に、レース以外のステージが必要だということで作られた。開発初期、本作は「Fool's Gauntlet」や「Stumble Chums」といった仮称が付けられており、リスポーンがないなど、製品版よりも過酷な内容となっていた。また、当初の最大プレイ人数は100人とされていたが、ある一定の人数となるとプレイヤーが状況を読みにくくなるため、最終的には60人までに絞られた。
本作のキャラクターはミスをしても笑えるようなデザインにするという方針が立てられており、クリエイティブディレクターであるジェフ・タントンは、番組内で参加者が転ぶ場面が面白かったため、本作のキャラクターのデザインも転びやすくするために重心が高くしてあると述べている。その一方で、開発チームは、『マリオパーティー』シリーズのようなレスポンスの良いアクションと、『Gang Beasts』のようなラグドール物理との両立に苦心した。
ゲームの滑稽な雰囲気を保つため、ランクマッチ等の導入はなされなかった。

### 広報
本作は2019年6月9日のE3 2019直前に行われた「デボルバー・プレス・カンファレンス＆プレプレショー」にて正式発表。

## 反響
本作は発売から24時間でプレイヤー数が150万人を突破した。
また、他社や個人から開発元宛にキャラクターのスキン案が多数贈られてきた。発売から2週間後の2020年8月18日、スキンのデザイン権を獲得するチャリティーオークションが実施された。
一方で、ネット上には偽情報や偽アプリの公開が行われており、開発元は注意喚起を行っている。

## 評価

### 受賞・ノミネート
| 年   | 賞                     | 部門                         | 結果       | 出典   |
| ---- | ---------------------- | ---------------------------- | ---------- | ------ |
| 2020 | Golden Joystick Awards | Best Gaming Community        | ノミネート | [ 41 ] |
| 2020 | Golden Joystick Awards | Best Family Game             | 受賞       | [ 41 ] |
| 2020 | Golden Joystick Awards | Best Multiplayer Game        | 受賞       | [ 41 ] |
| 2020 | Golden Joystick Awards | PlayStation Game of the Year | ノミネート | [ 41 ] |
| 2020 | Golden Joystick Awards | Ultimate Game of the Year    | ノミネート | [ 41 ] |
| 2020 | The Game Awards        | Best Indie                   | ノミネート | [ 42 ] |
| 2020 | The Game Awards        | Best Community Support       | 受賞       | [ 42 ] |
| 2020 | The Game Awards        | Best Family Game             | ノミネート | [ 42 ] |
| 2020 | The Game Awards        | Best Multiplayer Game        | ノミネート | [ 42 ] |
| 2020 | STEAMアワード          | ゲームオブザイヤー           | ノミネート | [ 43 ] |
| 2020 | STEAMアワード          | フレンドとプレイしたい       | 受賞       | [ 43 ] |
| 2021 | BAFTA Game Awards      | BRITISH GAME                 | ノミネート | [ 44 ] |
| 2021 | BAFTA Game Awards      | EVOLVING GAME                | ノミネート | [ 44 ] |
| 2021 | BAFTA Game Awards      | FAMILY                       | ノミネート | [ 44 ] |
| 2021 | BAFTA Game Awards      | MULTIPLAYER                  | ノミネート | [ 44 ] |
| 2021 | BAFTA Game Awards      | ORIGINAL PROPERTY            | ノミネート | [ 44 ] |
| 2021 | D.I.C.E. Awards        | Family Game of the Year      | ノミネート | [ 45 ] |
| 2021 | D.I.C.E. Awards        | Online Game of the Year      | 受賞       | [ 45 ] |